# جو آلن (بازیکن فوتبال، زاده ۱۹۰۹)
جو آلن (انگلیسی: Joe Allen؛ ۳۰ دسامبر ۱۹۰۹ – ۱۹۷۸ (۶۸−۶۹ سال)) بازیکن فوتبال اهل بریتانیا بود.
از باشگاه‌هایی که در آن بازی کرده‌است می‌توان به باشگاه فوتبال منزفیلد تاون، باشگاه فوتبال کویینز پارک رنجرز، و باشگاه فوتبال تاتنهام هاتسپر اشاره کرد.